# Takuya Hara
Takuya Hara (født 4. juni 1983) er en tidligere japansk fodboldspiller.
Han har spillet for flere forskellige klubber i sin karriere, herunder Júbilo Iwata og Shonan Bellmare.